# 269-я пехотная дивизия (вермахт)
269-я пехотная дивизия — соединение немецкой армии во время Второй мировой войны.

## Военное применение
За время своего существования дивизия принимала участие в нескольких военных конфликтах, таких как:
- Французская кампания
- Операция «Барбаросса»
- Оккупация Дании
- Блокада Курляндской крепости (в составе Группы армий «Север»)
- Вторжение в Польшу
- Бельгийская операция
- Вторжение в Норвегию
- Операция «Солнцестояние»

## Прекращение существования дивизии
К концу войны остатки дивизии, состоявшие всего из одной боевой группы, находились в Рудных горах и в мае 1945 года были взяты в советский плен под Бреслау.

## Командиры
| Звание                          | Имя/Фамилия          | Вступление в должность |
| ------------------------------- | -------------------- | ---------------------- |
| Генерал Майор/Генерал Лейтенант | Эрнст-Эберхард Хелль | 26 августа 1939        |
| Генерал Лейтенант               | Вольфганг фон Плото  | 12 августа 1940        |
| Генерал Лейтенант               | Эрнст фон Лейзер     | 1 апреля 1941          |
| Генерал Лейтенант               | Курт Бадински        | 1 сентября 1942        |
| Генерал Лейтенант               | Ганс Вагнер          | 25 ноября 1943         |

## Внутреннее устройство
- 469-й пехотный полк
- 489-й пехотный полк
- 490-й стрелковый полк
- 269-й артиллерийский полк
- 269-й инженерный батальон
- Полевой запасной батальон 269
- Противотанковый отряд 269
- Разведывательный отряд 269
- Разведывательное управление 269-й пехотной дивизии
- Начальник снабжения 269-й пехотной дивизии